# ميكيل نيلوم
ميكيل نيلوم (بالهولندية: Miquel Nelom) وهو لاعب كُرَة قَدَم هولندي في مركز الظهير الأيسر ولد في يوم 22 سبتمبر 1990 في مدينة روتردام في هولندا وهو يلعب حالياً مع فينورد وسبق له اللعب مع نادي إكسلسيور ولعب مع منتخب هولندا لكرة القدم ويبلغ طوله 174 سم.

## مسيرته الكروية
لعب ميكيل نيلوم خلال مسيرته الاحترافية مع 5 أندية في اثنا عشر موسمًا وسجل خلالها هدفين أثنين ضمن 190 مباراة. حيث فاز في موسمين بالكأس وفي موسم واحد بالدوري.
خاض ميكيل نيلوم مسيرته مع نادي إكسلسيور في موسم 2009–10 ولمدة موسمين، مشاركًا في 36 مباراة ولم يسجل أي هدف. ثم انتقل إلى نادي فاينورد في موسم 2011–12 ليلعب معه سبعة مواسم، حيث شارك في 125 مباراة سجل خلالها هدفين. لينتقل بعدها إلى نادي سبارتا روتردام في موسم 2017–18 لمدة موسم واحد، مشاركًا في 10 مباريات ولم يسجل أي هدف. ثم انتقل إلى نادي هيبرنيان في موسم 2018–19 لمدة موسم واحد، مشاركًا في 3 مباريات ولم يسجل أي هدف أيضًا. هذا وانتقل لاحقًا إلى نادي فيلم تو تيلبورغ في موسم 2019–20 لمدة موسم واحد، مشاركًا في 16 مباراة ولم يسجل أي هدف أيضًا.

## روابط خارجية
- ميكيل نيلوم على موقع قاعدة بيانات كرة القدم.إي يو (الإنجليزية)
- ميكيل نيلوم على موقع ناشيونال فوتبول تيمز (الإنجليزية)
- ميكيل نيلوم على موقع Soccerway.com (الإنجليزية)
- ميكيل نيلوم على موقع عالم كرة القدم.نت (الإنجليزية)
- ميكيل نيلوم على موقع AS.com (الإسبانية)